# Észt Szovjet Szocialista Köztársaság
Az Észt Szovjet Szocialista Köztársaság (Észt SZSZK vagy Szovjet-Észtország; észtül: Eesti Nõukogude Sotsialistlik Vabariik; oroszul: Эстонская Советская Социалистическая Республика), a Szovjetunió egyik tagköztársasága volt 1941-től 1991-ig. Az Észt SZSZK-t Észtország területén hozták létre 1940. július 21-én, miután az országot a Vörös Hadsereg megszállta és létrehozott egy bábállamot. Észtország megtámadására már június 7-én sor került, miután Lengyelországot és Franciaországot is elfoglalták a tengelyhatalmak. Az Észt SZSZK 1940. augusztus 9-én csatlakozott a Szovjetunióhoz. A terület 1941–1944 között a náci Németország megszállása alatt állt, hivatalosan a Keleti Főkormányzósághoz tartozott. 
A legtöbb nyugati ország nem ismerte el Észtország beolvasztását a Szovjetunióba, mindvégig a stockholmi emigráns kormányt ismerték el törvényesnek. A keleti blokk és több ázsiai ország azonban (szovjet nyomásra) elismerte Észtország politikai helyzetét. Az el nem ismerés ezen politikája a jogi folytonosság elvét eredményezte, amely szerint de jure Észtország az 1940–91 közötti időszakban továbbra is önálló, független állam volt.
1988. november 16-án az Észt SZSZK lett az első köztársaság a Szovjetunión belül, amelyik bejelentette belpolitikai szuverenitását. 1990. március 30-án az észt kormány kijelentette, hogy Észtországot 1940 óta megszállás alatt tartják, amit ez az átmeneti időszak követett a teljes függetlenség elérése előtt. Az Észt Szovjet Szocialista Köztársaságot 1990. május 8-án átnevezték Észt Köztársasággá. Az Észt Köztársaság függetlenségét augusztus 20-án helyreállították az 1991-es szovjet államcsíny alatt, a Szovjetunió 1991. szeptember 6-án elismerte Észtország függetlenségét.

## Története
A Molotov–Ribbentrop-paktum részeként Észtországot a szovjet megszállási övezetbe osztották. Észtország szovjet megszállása 1941-ben kezdődött az Észt Szovjet Szocialista Köztársaság létrehozásával.

### Molotov–Ribbentrop-paktum
1939. augusztus 23-án a Molotov–Ribbentrop-paktum titkos záradékában előre odaítélték Észtországot a Szovjetuniónak. 1939. szeptember 24-én szovjet csatahajók blokád alá vették az észt kikötőket és a főváros környéki vizeket. A moszkvai kormány ultimátumot jegyzett az észt kormánynak, amiben szovjet katonai bázisok létrehozását és egy 25 000 fős hadsereg bevonulását követelték. 1939. szeptember 28-án az észt kormány eleget tett a követeléseknek és elfogadta az ultimátumot.
1940. június 12-én (a Szovjet Haditengerészeti Osztály Pavel Petrov történész szerint) Észtország teljes katonai megszállásának végrehajtását a szovjet balti flotta kapta parancsául. Június 14-én hatályba lépett a szovjet katonai blokád Észtországban, miközben a világ figyelmét Párizs német megszállása kötötte le. Két szovjet bombázó lelőtte a finn Kaleva utasszállító repülőgépet, amely Észtországba tartott, három amerikai diplomatával a fedélzetén, akik Helsinkiből Tallinnon át Rigába utaztak. Június 16-án a szovjet NKVD csapatok átlépték Észtország (Lettország és Litvánia) határát. Sztálin azt állította, hogy a balti államok megsértették az 1939-es kölcsönös segítségnyújtási szerződéseket, és hatórás ultimátumokat adtak ki az általuk kinevezett új kormányok kinevezésére. Az észt kormány a Kellogg–Briand-paktum pontjai szerint úgy döntött, hogy mellőzi a katonai egységek bevetését. Tekintettel a túlerőben lévő szovjet hadseregre, mind a határokon, mind az országon belül, életbe lépett az ellenállást tiltó rendet, hogy megkíméljék a lakosságot a felesleges vérontástól.
Június 17-én a Vörös Hadsereg Észtországban állomásozó csapatai és további 90 ezer szovjet katona elfoglalta az Észt Köztársaság területét és kommunista demonstrációkat robbantottak ki országszerte. Az észt védelmi erők többsége és az Észt Védelmi Liga a parancsok utasításai szerint megadták magukat, csak az Független Észt Zászlóalj szállt szembe a megszállókkal Tallinn térségében. Mivel a Vörös Hadsereg további erősítéseket kapott hat páncélozott harci járművel, az ellenállást még aznap letörte a szovjet hadsereg. Az észt oldalon többen súlyosan megsérültek, 1 fő később meghalt. A Vörös Hadsereg veszteségei ezzel szemben 10 halott és több száz sebesült volt. Az ellenállók megmaradt csoportjai egy tárgyalás követében megadták magukat, ezzel a szovjet hadsereg teljesen megszállta az országot.
Június 18-án a balti államok megszállási hadműveletei befejeződtek. Ezt követően az államigazgatási szerveket megszüntették és szovjet káderekkel helyettesítették, megkezdődött az elnyomás időszaka. A Time magazin június 24-én beszámolt arról, hogy a Szovjet Vörös Hadsereg "Félmillió katonája és számtalan tankja" a francia bukás előtt egy héttel már felsorakozott a szovjet határ mentén, hogy megvédjék az országot egy esetleges német támadástól.
1940. június 21-én befejeződtek a megszálló hadmozdulatok Észtország területén. Azon a napon Konstantin Päts elnökre (akit július 30-án deportáltak Ufába, majd letartóztatták) nyomást gyakoroltak, hogy ismerje el Andrej Zsdanov bábkormányát, miután a Vörös Hadsereg csapatai páncélozott járművekkel együtt elfoglalta az elnöki palotát. Ugyanazon a napon levonták Észtország zászlaját a hivatalok épületeiről.
Július 14–15-én rendkívüli, egypárti parlamenti választásokat tartottak, amelyekben a szavazók egyetlen kommunista jelöltlistára szavazhattak. A szovjet hatóságok célja az volt, hogy maximalizálják az új rendszer legitimálására irányuló részvételi arányt, amelybe beletartozott az a fenyegetés, hogy csak a nép ellenségei maradnak otthon a választás napján. Mindegyik szavazólapon csak a szovjet jelölt neve volt megtalálható, ez volt az egyetlen módja annak, hogy az ellenzéki indulók ne indulhassanak a választáson. A hivatalos választási eredmények szerint a kommunista "Észtországi Munkaerő Egyesület" párt a választásokon részt vevő lakosság 84,1% -át a szavazatok 92,8% -át nyerte el. A Time magazin arról számolt be, hogy a választások után felállított bíróságok az "árulók" felkutatását és büntetését végezte. A "nép ellensége" közé tartoztak a szovjetizációt ellenzők és azok, akik nem szavaztak a Szovjetunióba való belépésre. Ez a választás jogellenesnek minősül, hiszen a módosított választási törvényt – a Vares kormányának több száz törvényével együtt – a parlament felsőháza nem hagyta jóvá, ahogy az az észt alkotmány előírja. A felsőházat a szovjet megszállás után megszüntették, ezidáig sem lett helyreállítva.
A választások után azok a hatóságok, amelyek korábban elutasították a szovjet rezsim létrehozásának szándékát, nyíltan beszéltek a szovjetizációról és a Szovjetunióba való belépésről. Az új Néptanácsot július 21-én hívták össze. Az egyetlen további lehetőség egy népszavazás a Szovjetunióhoz való csatlakozásra volt, amelyen egyhangú eredmény született. Ennek következtében az Észt SZSZK 1940. augusztus 9-én belépett a Szovjetunióba, névlegesen a 16. szövetségi köztársaságává vált. 1956. Július 16-án a Karél-Finn SZSZK-t visszaléptették Karél ASZSZK-ra. Ettől fogva 1991-ig az Észt SZSZK-t a 15. szövetségi köztársaságnak tekintették.

### Szovjet megszállás
1940. július 23-án az Észt SZSZK-ban államosították az összes földet, bankot és nagyobb ipari vállalatokat. A parasztok kis földterületeket kaptak a földosztások során. A kisvállalkozásokat később államosították. Egyes nyugati történészek szerint a Szovjetunió és az Észt SZSZK közötti kapcsolat egyfajta belső gyarmatosítás volt.
- az 1920–1940 között kiépült ipari struktúrák a szovjet időszak alatt elpusztultak;
- új termelési struktúrákat csak a legfőbb hatalom érdekeinek kielégítésére hoztak létre, prioritásokat rendelve az egész unió ipari termeléséhez igazítva;
- a helyi környezeti erőforrásokat nagymértékben kifosztották;
- a foglalkoztatási és migrációs politikákat a helyi népesség asszimilálódása érdekében alakították ki;
- Észtország korábbi gazdasági kapcsolatait elvágták, az észt gazdaságot elszigetelték a nem szovjet piacoktól.

Valamennyi bank és magántőke lényegében államosítva lett; sok ipari gépet leszereltek és áthelyeztek más szovjet köztársaságok területeire. Mielőtt visszavonulna 1941-ben, a Vörös Hadsereg az felperzselt föld taktikáját követően elpusztította a legtöbb ipari létesítményt, megsemmisítették a gyárakat, a járműveket és a szarvasmarhákat lefoglalták és elszállították. Több milliárd forintnyi értékű árut Észtországból Oroszországba szállítottak az 1941-es evakuálás idején, amit később sem szolgáltattak vissza.
A népesség körében ekkor megemelkedett a halálozási arány, amelyet az alultápláltságnak tulajdonítottak.

### Második világháború

#### Nemzetközi konfliktus
Észtország szovjet megszállását és annexióját a Szovjetunión kívül csak a Harmadik Birodalom és Svédország ismerte el.
A Szovjetunió balti hódításait az Egyesült Királyság és az Egyesült Államok, a Stimson-doktrínára hivatkozva, elutasította, mi több, nemzetközi törvénytelenségnek minősítették. A jaltai konferencián, szovjet nyomásra, a szövetségesek de facto elfogadták a balti államok megszállását, az emigráns kormányokkal azonban de jure fenntartották kapcsolataikat. A teljes annexiót soha nem ismerték el.
Az orosz kormányzat mind a mai napig törvényesnek ítélik el a balti országok elfoglalását.

#### Szovjet történet(át)írás
A szovjet történetírás szerint az észt történelem két világháború közötti eseményei az alábbiak szerint alakultak: az Orosz Birodalom egykori észt tartományában (oroszul: Эстляндская губерния) 1917. október végén jött létre a szovjet hatalom. Az Észt Szocialista Köztársaságot 1918. november 29-én Narvában kiáltották ki, de 1919-ben az ellenforradalmárok és a fehér hadsereg támadásának hatására összeomlott. 1940 júniusában Észtországban helyreállították a szovjet hatalmat, amikor a munkások megdöntötték az ország fasiszta diktatúráját.

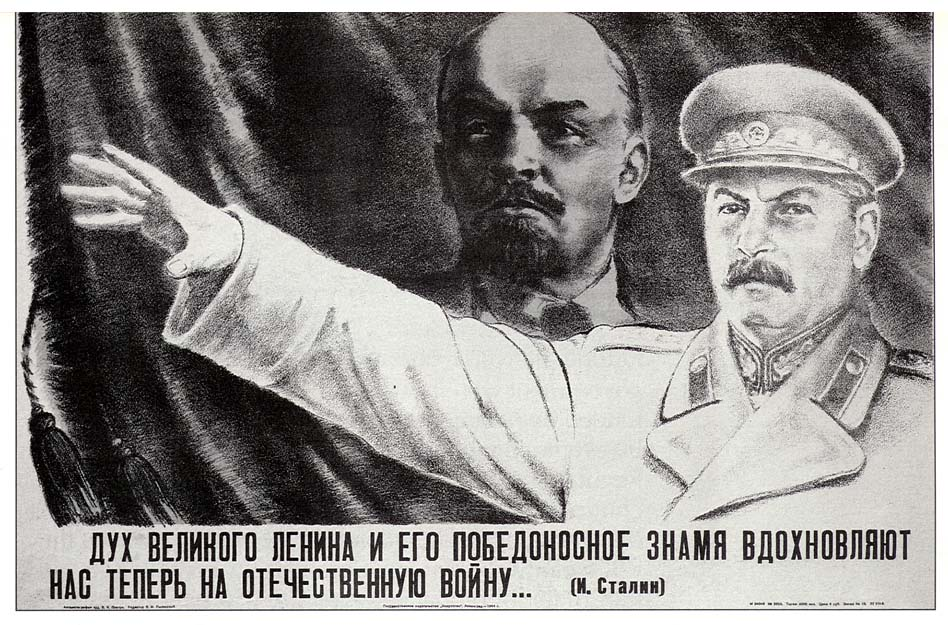
Sztálinista propagandaplakát. „A nagy Lenin szelleme és győztes zászlója bátorít minket a honvédő háborúban”

A szovjet források szerint az Észtország munkás népének nyomása kényszerítette kormányát arra, hogy elfogadja a Szovjetuniónak szóló kölcsönös segítségnyújtási szerződés 1939-es javaslatát. 1939. szeptember 28-án elfogadták a fentebb említett szerződést, aminek keretén belül a Vörös Hadsereg néhány egységét Észtországba helyezték. A gazdasági nehézségek, elégedetlenkedések és az észt kormány náci Németország felé irányuló politikai orientációja miatt 1940 júniusában forradalmi helyzet alakult ki. A szovjet kormány az észt kormányhoz intézett levelében továbbra is a kétoldalú paktum fontosságát hangsúlyozta. A paktum teljesítésének biztosítása érdekében további katonai egységek érkeztek Észtországba, amelyet örömmel fogadtak az észt munkások, akik ugyanakkor az észt kormány lemondását is követelték. Június 21-én az Észt Kommunista Párt vezetése alatt a munkások politikai tüntetéseket tartottak Tallinnban, Tartuban, Narva-ban és más városokban. Ugyanazon a napon a fasiszta kormányt megdöntötték, és Johannes Vares vezette népi kormányt alakították ki. Július 14-15-én megválasztották az észt parlament (Riigikogu) új tagjait. Az Észt Kommunista Párt kezdeményezésére létrehozott "Munkások Uniója" 84,1% -os részvételi arány mellett a szavazatok 92,8%-át szerezte meg. 1940. július 21-én az Állami Közgyűlés elfogadta a szovjet hatalom Észtországban történő helyreállításáról szóló nyilatkozatot, és kikiáltotta az "Észt Szovjet Szocialista Köztársaságot". Július 22-én ratifikálták Észtország azon szándékát, hogy csatlakozzon a Szovjetunióhoz, és ennek megfelelően a Szovjetunió Legfelsőbb Tanácsának is jelezték szándékukat. A kérelmet a Szovjetunió Legfelsőbb Tanácsa 1940. augusztus 6-án hagyta jóvá a kérelmet. Július 23-án az országgyűlés kihirdette az összes földnek a nép tulajdonába kell, hogy kerüljön, miközben a bankokat és a nehézipari vállalatokat államosítottak. Az Állami Közgyűlés augusztus 25-én elfogadta az Észt SZSZK alkotmányát, átnevezte magát az Észt Szovjet Szocialista Köztársaság legfelsőbb szovjetjének, és jóváhagyta az észt SZSZK népbiztosainak tanácsát.

### Náci megszállás (1941–1944)
Miután a náci Németország 1941. június 22-én hadat üzent a Szovjetuniónak, a Wehrmacht 1941 júliusában érte el Észtország határát.
Az észtek a Szovjetunió és általában a kommunizmus alóli felszabadítóként tisztelték a németeket. Több ezer észt harcolt a németek oldalán a háborúban. Az erdei testvérek antikommunista gerillacsapat is támogatta a németeket. Észtországot a Keleti Főkormányzósághoz csatolták.

### Sztálinizmus
A Szovjetunió 1944-ben visszaszerezte Észtországot, majd 45 évig megszállása alatt tartott. Ez akkor kezdődött, amikor a Vörös Hadsereg legyőzte a németeket a narvai csatában és elfoglalta Ingriát, Narvát és Vaivara keleti felét. Délkelet-Észtországot a tartui csata után, míg az ország többi részét a balti offenzívában szabadították fel. A szovjet hadsereg által újra megszállt országból 1944-ben 80 000 ember menekült el Finnországba és Svédországba.Az év folyamán további 25 000 fő Svédországba és 42 000 fő Németországba emigrált. A háború alatt 8000 észtországi svéd család menekült el. A németek visszavonulása után megközelítőleg 30 000 fő vett részt az erdei testvérek partizánmozgalmában az 1950-es évekig.
A megszállás után a kommunista hatóságok folytatták az 1940-es szovjet államosítási politikát, valamint a gazdaságok kollektivizálását. 1945 után néhány év alatt több mint 900 ezer hektárt kisajátították, miközben az új orosz telepesek, vagy a Szovjetunió más köztársaságaiból érkezők a megkapták a terület nagy részét. A gyors kollektivizáció 1946-ban kezdődött, majd 1947-ben követte a kulákok földjeinek elvétele. A kulákokra az elnyomó hatalom először hatalmas adót vetett ki, majd tömegesen deportálták őket a munkatáborokba. Azokat, akik ellenálltak a kollektivizálásnak, kivégezték vagy deportálásra kerültek. A gazdaságok több mint 95% -át 1951-re államosították.
1949-ben 21 ezer embert deportáltak, ami megtörte a partizánmozgalmat. 6600 partizán adta fel magát 1949 novemberében. A Magyar Népköztársaság 1949. augusztus 20-i kikiáltásakor további 700 fő adta fel a harcot. Szovjet feljegyzések szerint 1953-ig 20 351 fő partizánt tartóztattak le és ítéltek el. 1510 fő a harctéren, vagy az ott szerzett sérüléseikben haltak meg. Ez idő alatt a Vörös Hadsereg, az NKDV és az észt rendőrség 1728 főjét ölték meg. August Sabbe az utolsó észt "erdei testvér", 1978-ban öngyilkos lett, miután a KGB leleplezte. A KGB ügynökei üldözőbe vették, de hogy ne kerüljön az ellenség kezébe, beleugrott egy tóba, majd megfulladt.

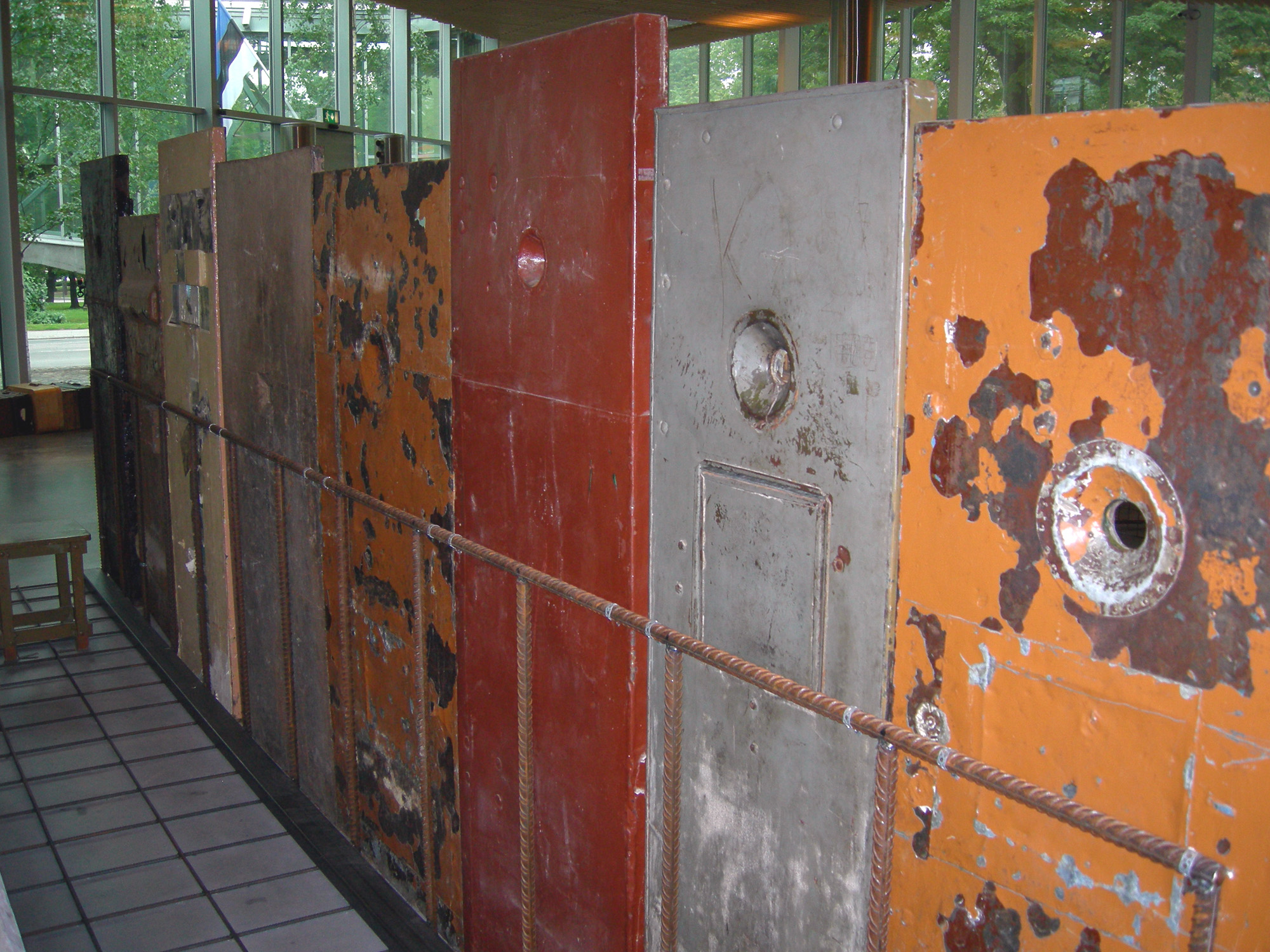
Szovjet börtönök ajtói a Megszállások Múzeumában, Tallinnban

A szovjet uralom első, háború utáni évtizedében az Észt SZSZK-t a Moszkva által kinevezett orosz nemzetiségű párttagok irányították. Állami tisztviselővé csak az az észtországi orosz lehetett, aki a sztálinizmus alatt Moszkvában tanult. Néhányuk szolgált a Vörös Hadseregben (az Észtországi gárdában), többségük mesterfokon elsajátította azészt nyelvet. Az orosz-észteket orosz dialektusuk miatt gyakran felismerték, "jészteknek" csúfolták őket (az "észt" szó oroszos kiejtése).
Annak ellenére, hogy az Egyesült Államok és az Egyesült Királyság szövetséget kötöttek a Szovjetunióval a náci Németország ellen, 1945-ben a jaltai konferencián elismerték a balti államok megszállását, de nem az elfoglalásukat. A többi nyugati, demokratikus kormány is erre az álláspontra jutott. Néhány ország a Svédországba emigrált észt diplomatákból álló kormányt ismerte el törvényes végrehajtó hatalomnak. A fennálló emigráns kormány a hidegháború alatt is létezett, 1991-ben, miután Észtország függetlenedett a Szovjetuniótól és új, demokratikus kormányt választottak, feloszlatta önmagát. Különleges gondot fordítottak a lakosság etnikai szerkezetének megváltoztatására, különösen Ida-Viru megyében. Például elfogadásra került a bevándorlók elsőbbségi politikája, mielőtt a háborús menekültek visszatértek volna a lakóhelyükre.

#### A háborús emlékek eltüntetése
Az észt temetőket és műemlékeket, amelyek 1918–1944 között készültek, lebontásra kerültek. Többek között a tallinni katonai temető 1918–1944 között létesített sírjait felszámolták, a sírköveket összetörték. A temető ezen részét a Vörös Hadsereg újra felhasználta a második világháború után.

A szovjet időszakban Észtországban a hatóságok által elpusztított egyéb temetők közé tartozott a balti németek temetői, az 1774-ben alapított Kopli temető, a Mõigu temető és a legrégebbi temető Tallinnban, a Kalamaja temető (16. század). Észtország 1944-ben történt ismételt megszállása után folytatódott a német megszállás alatt megmaradt vagy helyreállított műemlékek lebontása, eltávolítása. 1945. április 15-én Pärnuban lebontották Amandus Adamson emlékművet, amelyet annak a 87 katona tiszteletére emeltek, akik az észt függetlenségi háborúban haltak hősi halált. A háborús emlékek eltüntetése több évig tartott, az ország valamennyi területén véghez vitték. Az észt szabadságharc műemlékeiről szóló, az EK katonai osztály Központi Bizottságának 1945 áprilisában összeállított átfogó jegyzőkönyve az Észt Állami Levéltárban megmaradt, ezáltal a műemlékeket később helyreállították. A műemlékeket ebben az anyagban megyék szerint sorolják fel és megállapítja a felhasználandó robbanóanyag mennyiségét és a szükséges szállításokra vonatkozó árakat. Egy példa Võru megyére vonatkozóan:

"A bontási munkák elvégzése érdekében 15 pártaktivistát és 275 személyt mozgósítani. 15 emberre van szükség az egyes bontások végrehajtásához, és 10 emberre a felügyelethez .... A bontásra 225 kg TNT-t, 150 méter vonókötelet és 100 adag alapozót lehet igénybe venni, ahol nincsenek bontóanyagok a helyszínen. 11 tehergépjárműre (amelyek használatra foghatóak, de nincs bennük benzin) van szükség van a romok elszállításához."

### Sztálin halála után
Sztálin halála után a párttagság nagymértékben kiterjesztette társadalmi bázisát, hogy több észtet is bevonjanak a politikába. Az 1960-as évek közepén a párttagok csaknem fele észt nemzetiségű volt.
A Sztálin utáni idők egyik másik pozitív hatása Észtországban az 1950-es évek végén történt tiltás visszavonása volt, ami szerint a polgárok nem léphettek kapcsolatba a külföldi országok lakosaival. A Finnországgal való kapcsolatokat helyreállították, 1965-ben pedig egy kompjáratot indítottak Tallinnból Helsinkibe. Finnország elnöke, Urho Kekkonen az ez előtti évben tett látogatást Tallinnban, ami nagyban elősegíttette a kompjárat létrehozását.
Tallinnban és az északi parton élő észtek képesek voltak fogni a finn televízió adásait, köszönhetően az alig 80 kilométeres távolságnak a két főváros TV tornyai között. Ez a "nyugati ablak" az észteknek azt a lehetőséget biztosította, hogy több információval rendelkeztek, mint bármelyik másik köztársaság a Szovjetunióban. A nyugati média ezen beékelődése tette lehetővé a peresztrojka meghosszabbítását a Gorbacsov korszak alatt.

### A 20. század második fele
A hetvenes évek végén az észt társadalom egyre jobban aggódott a kultúra oroszosítása miatt, főleg az észt nyelvhez és nemzeti identitáshoz fűződő veszélyekkel kapcsolatban. 1981-től az orosz nyelvet kötelezően tanulták az észt nyelviskolák első osztályától, és bevezették az észt óvodai rendszerben is.
A szovjet ügynökségek kedvező ajánlatokat tettek a finn turistáknak, akik egyre gyakrabban töltötték szabadidejüket és költötték pénzüket az Észt SZSZK-ban. A szovjet és a finn utazási ügynökségek együttműködésének köszönhetően épült fel a Sokos Hotel Viru Tallinn külvárosában. Az észtek ugyanekkor tapasztalatokat gyűjtöttek finn testvéreiktől, tanulmányozták a finn munkamorált, felszerelést és gazdaságot. A kompjáratok sűrítésekor építették a Georg Ots hajót, 1980-ban.
A Gorbacsov korszak kezdetén az észt nép kulturális túlélése adta a legnagyobb aggodalmat. Észt gazdaság ugyanekkor stabil volt, de az 1980-as évek végére a gyengülés jeleit mutatta. Politikai mozgalmak, csoportosulások és illegális pártok jöttek létre a későbbi hatalmi vákuum kitöltésére. Az első és leghíresebb az 1988-ban alakult Észt Népfront volt, amely saját platformjával, vezetésével és széles választói támogatással rendelkezett. Ezt követte a zöldek és a disszidensek által vezetett Észt Nemzeti Függetlenségi Párt. 1989-re a politikai spektrum kibővült, és szinte naponta új pártokat alapítottak.
A köztársaság Legfelsőbb Tanácsa törvényhozó testületté alakult át. Ez a viszonylag konzervatív törvényhozás hamar elfogadta a belpolitikai szuverenitást (1988. november 16.); a gazdasági függetlenségről szóló törvényt (1989. májusa), a nyelvi törvényt, amely az észt nyelvet tette hivatalossá (1989 január); és a helyi és köztársasági választási törvényeket, amelyek előírják a szavazásra és jelöltségre vonatkozó lakóhellyel kapcsolatos követelményeket (1989. augusztus-november).
Bár a szovjet korszakban élő nagy orosz nyelvű diaszpóra többsége nem támogatta a teljes függetlenséget, a választási lehetőségek megosztották őket. 1990 márciusában az oroszul beszélők mintegy 18%-a támogatta egy teljesen független Észtország elképzelését, a korábbi függetlenséget elutasító 7% 1990 elejére tovább fogyatkozott.

### A köztársaság helyreállítása
Az első függetlenül megválasztott észt parlament 1988. november 16-án elfogadta a függetlenségi törvényt. 1990. május 8-án az Észt SZSZK nevét az Észt Köztársaságra módosították. 1991. augusztus 20-án az észt parlament bejelentette kilépését a Szovjetunióból. 1991. szeptember 6-án a Szovjetunió elismerte Észtország függetlenségét, amelyet követett a nemzetközi elismerési hullám.
1989. február 23-án levonták az Észt SZSZK zászlaját a középületekről, másnap már a kék-fekete-fehér zászló lengett a helyén. 1992-ben az emigráns észt kormány, (élén Heinrich Markkal) feloszlatta önmagát, mindent jogutódjára hagyva. Az Észt Köztársaság első szabadon választott államfője Lennart Meri lett.Az utolsó orosz csapatok 1994. augusztusában hagyták el az országot. Az Orosz Föderáció katonai jelentléte hivatalosan 1995. szeptemberében ért véget, amikor bezárták a Paldiski melletti katonai bázist. Észtország 2004-ben csatlakozott az EU-ba és a NATO-ba.

## Földrajz

### Területi változások

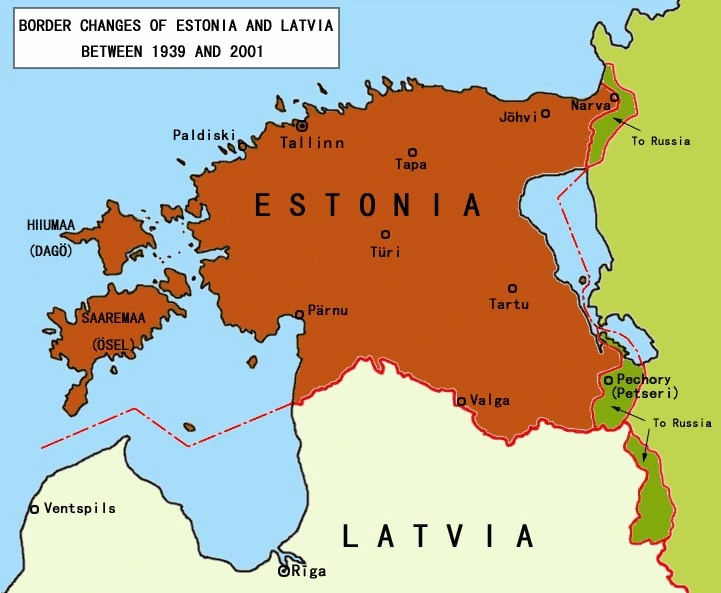
Észtország határainak változása a második világháború után

Az észt függetlenségi háború utolsó lépéseként észt csapatok 1919 januárjában bevonultak Ivangorodba, amely felett átvették az irányítást, amelyet Szovjet-Oroszország elismert az 1920-as tartui szerződésben. 1945 januárjában a Narva folyót jelölték ki mint az Észt SZSZK és az Oroszországi SZSZSZK közötti új határt. Ivangorodot a Leningrádi területhez csatolták, amelyet 1954-ben várossá avatták.
1945-ben Petszeri megyét az Orosz SZSZSZK-hoz, azon belül a Pszkovi területhez csatolták. A Szovjetunió megszűnését követően az észt kormány felvetette a tartui szerződés újra érvénybe léptetését és a fennálló területek visszacsatolását. Észtország 1995-ben mondott le területi követeléseikről. Észtország és Oroszország 2005. május 18-án elfogadták a határtörvényt, amely bekerült az észt alkotmányba is (122. cikkely).
Az észt függetlenség helyreállításakor a Narva mentén kialakult néhány vitatott terület, mivel az 1992-es észt alkotmányba belefoglalták az 1920-as tartui szerződést, amelyet az Orosz Föderáció nem fogadott el. A határvitát 2005-ben oldották meg, majd a szerződést 2014-ben megújították.

## Politika

### Kormányzat
Az Észt SZSZK törvényhozó hatalma a Legfelsőbb Tanács volt, amely a legfelső államhatalmat képviselte az alkotmánnyal összhangban.
A Legfelsőbb Tanács elnöksége az állandó központi testület volt. Az elnökség tagjai az elnök, a két alelnök és kilenc titkár volt. Az elnökség tagjait az 1940-es alkotmány szerint választották, összesen 25-ször. A Legfelsőbb Tanács feladatkörébe számos követelmény is beletartozott: az Észt SZSZK igazgatása, a szovjet minisztériumok és az állami bizottságok jogszabályainak vizsgálta, valamint a Minisztertanács munkájának felügyelete.

### Hadierő
Az Észt Szovjet Szocialista Köztársaságnak nem volt önálló fegyveres hadereje. A stratégiailag fontos földrajzi fekvése miatt a Szovjet Fegyveres Erők kiemelkedően fontos körzetként kezelte a köztársaság területét. A területet a Balti Katonai Körzethez csatolták és komoly katonai seregeket állomásoztattak itt. A balti katonai körzetbe az alábbi egységek tartoztak: 
- Szárazföldi egységek:

144. gépesített hadosztály (Tallinn); 182. gépesített hadosztály (Klooga); 188. gépesített hadosztály (Klooga); 254. gépesített hadosztály (Tallinn); 148. önálló zászlóalj, (Klooga); 295. önálló műszaki zászlóalj, (Klooga); 228. harckocsi hadosztály, (Keila); 450. tüzérezred, (Klooga)
- Repülő egységek:

170. Haditengerészeti repülőezred, (Ämari); 321. Haditengerészeti repülőezred, (Ämari)366. Elfogó vadászrepülő ezred, (Pärnu); 384. vadászrepülő ezred, (Tallinn); 425. vadászrepülőgép ezred, (Haapsalu); 655. vadászrepülő ezred, (Pärnu); 656. vadászrepülőgép ezred, (Tapa); 66. repülő ezred, (Kunda); 192. Katonai szállítóegység, (Tartu); 196. Katonai szállítóegység, (Tartu)132. Nehézbombázó egység, (Tartu); 2. Légvédelmi csapat,
- Tengeri egységek:

Balti Flotta (Tallinn)-(Paldiski)

## Gazdaság
A szovjet rendszerben a termelt profit nagy részét eredetileg a moszkvai szövetségi költségvetésbe utalták, a visszamaradt töredéket pedig a lokális gazdaságokba fektették be. A befektetések számadatait a nyilvánosság rendelkezésére bocsátották, ezáltal jó benyomást tettek a Szovjet Szövetségi Központ iránt, cserébe több támogatásban részesítette a perifériát a balti államokat. A befektetések önmagukban nem jelentenek tényleges jövedelmet, inkább a nemzeti költségvetési kiadások egyik változata volt. Az Észt SZSZK-ban 1947-től a gazdasági magánszektor teljesen eltűnt, amelyet a felgyorsult iparosítás kísér és központosítás követett. A szovjet befektetők az 1940-es évek végén "meghódították" Észtország északkeleti területeit, ahol megkezdték a nyersolaj és földgáz kitermelését. Az 1970-es években a szovjet gazdaság már csak a stagnálás jeleit mutatta, amely előrevetítette egy jövőbeli gazdasági visszaesést.
Az egy főre jutó nemzeti jövedelem Észtországban magasabb volt, mint a Szovjetunió más köztársaságaiban (44%-kal a szovjet átlag felett teljesített 1968-ban), azonban a jövedelem szintje meghaladta a mai független Észtországi jövedelmét is. A hivatalos észt források azt állítják, hogy a szovjet hatalom jelentősen lelassította Észtország gazdasági növekedését, ami a szomszédos országok gazdasági növekedésével (például Finnországgal, Svédországgal) összehasonlítva nem mutatott előrelépést. Észtország gazdasága és életszínvonala hasonló volt ahhoz, mint amilyen Finnországé volt a második világháború előtt. Annak ellenére, hogy a szovjet gazdasági felmérések az életszínvonal javulását mutatták ki, Észtország háború utáni három évtizedében a háztartások színvonala az élelmiszerhiány miatt jelentősen elmaradt a finn szinttől. A keleti blokk gazdasága a nyolcvanas évekre a gyengülés jeleit mutatta, amelynek következtében a bruttó hazai termék átlaga elmaradt a Nyugat-Európaitól. Észtországban, 1990-ben az egy főre jutó GDP 10 733 dollár volt, szemben a 26 100 dollárral Finnország esetében. Az észt források becslése alapján a szovjet megszállásnak tulajdonítható gazdasági károkat (1945 és 1991 között) több száz milliárd dollárban lehet kifejezni. A természeti károk értékét 4 milliárd dollárra becsülik.

### Erőforrások
1947. május 21-én a Kommunista Párt Központi Bizottsága (bolsevik) engedélyezte az észt mezőgazdaság kollektivizálását. Kezdetben a balti köztársaságokban nagy ellenállásba ütköztek, de ezen a kulákok tömeges deportálása könnyíteni tudott. Ennek hatásaként 1949 április vége felé a megmaradt egyéni gazdálkodók fele csatlakozott kolkhozokhoz. A privát gazdaságok 99,3%-át kollektivizálták 1957-ig.

### Ipar
Számos nagy volumenű tőkebefektetést hajtott végre a szovjet központi hatalom, amelyet az olajmezők, a fűrészáruk és az uránérc kitermelésére fordították a háború utáni újjáépítési program részeként. Az első ötéves terv, amely a Szovjetunióban e néven már a negyedik volt, összesen 3,5 milliárd rubel értékű beruházást írt elő az Észtországban működő gazdaságok számára.
Az Észtország gazdasági reformjának egyik fontos célja a Leningrád felé irányuló gazdasági haszon szállítása. E célból az Észtországban felhasznált ötéves terv teljes tőkebefektetésének 40%-át a bányászati infrastruktúra fejlesztésére költötték. A gáztartalmú olajpala nyersanyagát 1948-tól egy speciálisan épített csővezetéken keresztül Leningrádba szállították. 1961-ben a kitermelt gáz 62,5 -át Leningrádba szállították.
1954 végére 227 000 leningrádi háztartást láttak el a Kohtla-Järve mellett kitermelt gázzal. Észtországba a kitermelt gáznak csupán a töredékét szállították, Tallinnban, ugyanebben az időben csupán 6041 háztartást láttak el ugyanezzel a gázzal.

## Népesség

### Szovjet deportálások
A szovjet korszakban az etnikai csoportok tömeges kényszerített átköltöztetése és a Szovjetunió más részeiből Észtországba való bevándorlás eredményeképpen az észtek országos etnikai aránya az 1934-es 88%-ról 1989-re 62%-ra csökkent. A balti köztársaságok a legmagasabb életszínvonalat és iparosodási arányt élvezték a Szovjetunióban, az Észt SZSZK-ban élő észtek (hasonlóan a Lett SZSZK lettjeihez és Litván SZSZK litvánjaihoz hasonlóan) aránya jelentősen csökkent a teljes népességhez viszonyítva, a csökkenés oka a nagyszámú orosz bevándorló volt.
Ez a csökkenés különösen súlyos volt a városi és az országos népesség körében. 1959 és 1970 között a Tallinnban élő észtek aránya 4%-kal, a teljes lakosság 60%-ról 56%-ra csökkent. A népességnövekedést elsősorban a Szovjetunió más köztársaságaiból bevándorlók tudtak magukénak. Bár a szovjet migrációs politika miatt az Észt SZSZK teljes népességéhez képest az észt lakosság aránya csökkent, de az létszámuk nőtt a szovjet időszakban. Ennek következménye az évi 1 vagy 2 százalékos pozitív természetes népességnövekedés volt. Például 1970-ben a születésszám 14 429, a halálozások száma 12 356 volt.
1940–1941-ben és 1944–1951-ben az észtországi szovjet deportálások során több tízezer észt állampolgárt kényszerítettek szibériai kényszermunkára. 1940–1941 között 43 900 fő menekült el az országból. A német megszállás alatt csaknem 30 ezren vesztették életüket. 1944 során 1600 polgári áldozata volt a fegyveres harcoknak. A korábbi köztársaság 8800 politikusát letartóztatták, negyedüket helyben végezték ki.
1940-ben az észt hadsereg főparancsnokát, Johan Laidonert és feleségét letartóztatták, majd Szibériába internálták őket, ahonnan csak 1953-ban térhettek vissza. Konstantin Päts-t, a köztársasági elnököt is elfogták, majd Ufába szállították, 1956-ban halt meg egy ismeretlen pszichiátriai kórházban.
1940–41-ben 59 732 főt deportáltak. Ebbe beletartozik a 8 korábbi államfő, 38 miniszter, 3 volt miniszter, az utolsó államfő és 5 volt miniszterelnök.

#### Az oroszok elnyomása
Szergej Isakov szerint szinte valamennyi orosz társadalmi csoport, újság, szervezet megszűnt, aktivistáit üldözték.
- Szergej Zarkevics, az észtországi oroszok egyik szervezetének aktivistája, az "Orosz Könyv" üzlet tulajdonosa: 1940. június 23-án az NKDV letartóztatta, 1941. március 25-én kivégeztette.
- Oleg vaszilovszkij, az orosz birodalmi hadsereg egyik volt tisztje: 1940. július 1-én az NKDV letartóztatta, további sorsa ismeretlen.
- Szergej Klenszkij, egy orosz munkáspárt volt vezetője: 1940. november 19-én az NKDV letartóztatta, 8 évnyi kényszermunkára ítélték, további sorsa ismeretlen.
- Mihail Alekszandrov
- Arseni Zitkov.[97]

1940–1941 során még több orosz nemzetiségű: Ivan Szalnikov, Pavel Mironov, Mihail Arhipov, Vaszilij Belugin, Vlagyimir Sztrekotyov, Vaszilij Zsilin, Vlagyimir Utekin, Szergej Szamennikov, Ivan Meisev, Ivan Jeremejev, Konstantin Bushujev, Jegor Andrejev, Nikolai Szauszailov, Aleksandr Szerpukov, Konstantin Nozsov, Aleksandr Nekraszov, Nikolai Vasilej-Muroman, Alekszej Szinelszikov, Pjotr Molonenkov, Grigorij Varlamov, Stepan Pilnikov, Ivan Lishajev, Pavel Belouszjev, Nikolai Guszev, Leonid Szakharov, Aleksander Csuganov, Fjodor Dobrovidov, Lev Dobek, Andrej Leontev, Ivan Szokolov, Ivan Szvetlov, Vlagyimir Szemjonov, Valentin Szemenov-Vaszilij, Vaszilij Kamelkov, Georgij Lokov, Alekszej Forlov, Ivan Ivanov, Vaszilij Karamszin, Aleksandr Kraszilnyikov, Aleksandr Zukov, és sokan mások.

### Urbanizáció
Közvetlenül a háború után jelentős bevándorlási projekteket bonyolítottal le, a "testvéri támogatások a sztálinista nemzetiségi politikák" címszó alatt. A háború utáni újjáépítéshez több ezernyi orosz nemzetiségű állampolgárt költöztettek át Észtországba, főként a nagyobb városokba. Az 1945-1950 közötti évek során a városi lakosság száma 267 ezer főről 516 ezer főre nőtt; a növekedés több mint 90% -át az orosz bevándorlók tették ki.

### Szociális ellátások
Az 1950-es években az orvosi kutatás a legfontosabb problémákkal, a tuberkulózissal, a traumákkal, és a vérhassal foglalkozott. A háborús évek után képest nőtt a születési arány, a halálozás (beleértve a csecsemőhalandóságot is) pedig csökkent, emiatt a születési arány ismét meghaladta a halálozási arányt. A Tartui Egyetem a kutatási eredmények óriási szükségleteinek ellenére 1950 márciusát követően jelentős mellőzésnek lett kitéve. Összesen 56 egyetemi munkatársat távolítottak el állásukból, az Orvostudományi Karból 12 professzort és 17 tanárt bocsátottak el. Helyükre a kevésbé képzett, de politikailag megbízható személyek kerültek.

## Kultúra

### Sport
Tallinnt választották ki az 1980-as olimpia vitorlázó eseményeinek helyszíneként, amely nemzetközi vitát váltott ki, mivel a nyugati országok nem ismerték el az Észt SZSZK-t Szovjetunió részeként. Az olimpiai előkészületek során Tallinnban sportlétesítményeket, valamint egyéb általános infrastruktúra és műsorszóró helyszíneket építettek. Ebben a beruházási hullámban épült a tallinni TV torony, a Pirita Yacht Center, a Linnahall, az "Olümpia" szálloda és az új főposta.

## Történelmi viták

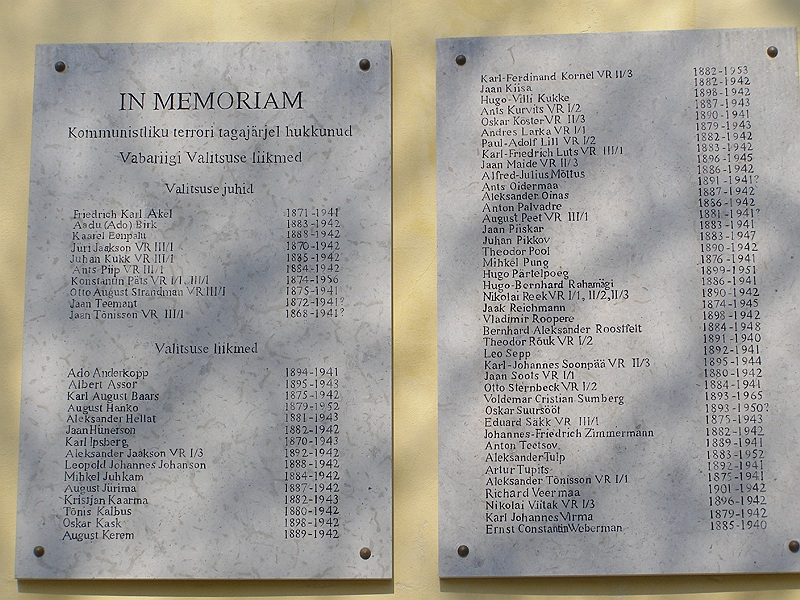
Emléktábla a Stenbock-háznál, Észtország kormányának a székhelyén, a szovjet erők által meggyilkolt kormánytagok emlékére

Miközben Észtország történelmére nézve eltérések merülnek fel, a viták középpontjában a történelmi események és megállapodások eltérő értelmezése áll. 
A glasznoszty idején és a szovjet történelem újraértékelésében a Szovjetunió elítélte az 1939-es titkos protokollt a náci Németország és önmaga között, ami a három balti ország megszállásához vezetett. A Szovjetunió összeomlása az Észt Köztársaság újjászületéséhez vezetett.
Az Emberi Jogok Európai Bírósága, az észt kormány, az Európai Unió, az Amerikai Egyesült Államok szerint Észtország az 1991-es függetlenedéséig a Szovjetunió megszállása alatt állt, az annexió pedig nemzetközileg törvénytelen volt.
A The Wall Street Journal egyik cikkében azt állítja, hogy a balti államok elhelyezése a szovjet megszállás, illetve annexió orosz átgondolása aggodalmat váltott ki a "történészek" körében, hogy "a Kreml szó szerint megpróbálja átírni a történelmet oly módon, hogy az veszélyeztethesse az ultranacionalizmust és fátylat borítson az orosz történelem legsötétebb múltjára."
Az orosz kormány a többitől eltérően elismeri a balti államok szovjet annexióját, a Harmadik Birodalom fenyegetésére hivatkozva. A szovjet csapatok 1940-ben bevonultak a balti államokba, a korábbi megállapodások és a balti köztársaságok akkori kormányainak beleegyezésével. Azt is állítják, hogy a Szovjetunió akkor nem volt hadiállapotban, és nem harcolt a három balti állam területén ellenük, emiatt a "megszállás" szó nem használható a történetírásban. "A balti államok megszállásakor " a követelésekre vonatkozó állítások figyelmen kívül hagyják az összes jogi, történelmi és politikai realitást, és ezért azok teljesen megalapozatlanok." (Orosz külügyminisztérium)

## Külső hivatkozások
- The Global Museum on Communism Estonia Exhibit
- Estonian International Commission for Investigation of Crimes Against HumanityArchiválva 2013. március 1-i dátummal a Wayback Machine-ben
- 1/6/2017 5:19 PM, BNS/ERR, Ambassadors to German paper: Baltic states not former Soviet republics

## Fordítás
Ez a szócikk részben vagy egészben  az   Estonian Soviet Socialist Republic című angol Wikipédia-szócikk ezen változatának fordításán alapul.  Az eredeti cikk szerkesztőit annak laptörténete sorolja fel. Ez a jelzés csupán a megfogalmazás eredetét és a szerzői jogokat jelzi, nem szolgál a cikkben szereplő információk forrásmegjelöléseként.